# José Piendibene
José Miguel Piendibene (Montevideo, 5 de junio de 1890 – Montevideo, 12 de noviembre de 1969) fue un futbolista uruguayo. En su carrera, jugó en Buenos Aires, Intrépido y Peñarol. También defendió al seleccionado nacional. Fue el creador del falso 9.

## Biografía
José Antonio Piendibene nació en el barrio de Pocitos, de Montevideo, siendo el menor de los ocho hijos de Don Juan Piendibene y de Doña Rosa Ferrari, todos vecinos de Pocitos.
Debutó en el club Central Uruguay Railway Cricket Club el 26 de abril de 1908 con 17 años, en la posición de puntero derecho, convirtiendo 2 goles contra French y deslumbrando a todos. A finales de 1908, participó de un partido del Campeonato Uruguayo por Albion frente al Dublin en un empate por uno. El 29 de octubre de 1911 en el Parque Central, a estadio lleno, Uruguay vencía a Argentina 3 a 0, con 2 goles de Piendibene, luego del 2º gol, Jorge Brown -excepcional zaguero de Alumni- lo felicitó diciéndole "eres un Maestro muchacho". Al otro día en un diario argentino aparecía el titular "Nunca mejor puesto ese apodo". Ese momento y el apodo quedarían para siempre. Tal fue su fama y el respeto que gozaba en Argentina que a principios de 1922 la Revista "El Gráfico" hizo una encuesta entre los hinchas albicelestes, y lo nominaron como el Mejor Jugador de esa época. Si bien fue tricampeón de América con Uruguay, por problemas entre dirigentes no pudo estar en los Juegos Olímpicos de 1924. Pocas veces se pudo juntar con Scarone por el mismo motivo. Entre un sinfín de golazos hay uno que está en la historia: frente a Deportivo Español con el Divino Zamora en el arco·: año 1926 a poco de su retiro con 35 años de edad.
Fue para muchos el más grande jugador uruguayo de la Era Amateur (1900-1932). Para tener una real dimensión de lo que fue este fenómeno transcribimos lo que Diego Lucero escribía de él en 1935 (7 años después de su retiro): "Salve Divino Maestro, Señor de la Cortada, Rey del Pase, Monarca del Cabezazo, Emperador de la Gambeta, Sultán del Dribbling, Soberano del Taquito".
Fue fundamental en lo que se llamó "La Segunda Etapa de la Evolución Técnica del Fútbol Uruguayo":
Su sutil concertación de pases cortos y largos, justos y precisos definió y estructuró famosos quintetos de ataque del fútbol uruguayo. John Harley y Piendibene, escocés uno, criollo el otro, trajeron una nueva concepción técnica como refundación armónica de la expresión escocesa y uruguaya, creando los moldes del fútbol uruguayo desde los 2 centros de irradiación, el centrohalf "5" y el falso 9 o centroforward "9", como núcleos directrices. La pelota inscribió la sútil trama donde quedó enredada la gloria de nuestro fútbol y la multitud vibró, fue la gloria y la pasión del hincha. Se cumple la 2ª Etapa de la Evolución Técnica del Fútbol Uruguayo; el perfeccionamiento técnico y la coordinación colectiva. El pase corto y controlado, el dribbling ingenioso. El remate preciso dentro de una concepción flexible y armónica de defensa y ataque. Surgía una Escuela, la Generación del 1910 que luego se prolongaría hasta 1930 con el Dominio del Fútbol Mundial.
Fue llamado El Maestro no solamente por su extraordinario fútbol, sino también por su fair-play, al punto de no conmemorar con efusión sus goles. 
Actuó con auténticos genios del balompié uruguayo como Isabelino Gradín, Antonio Campolo, John Harley, Carlos Scarone y otros. Llenó con su destacada presencia de gran estatura y de pelo rubio la línea delantera del equipo manya en un período en que la presencia inglesa aún era preponderante en el CURCC y el fútbol en general, pero Piendibene creó juntamente con sus compañeros una manera de jugar típicamente criolla y que dio sus frutos inmediatamente, para contento y gloria del fútbol oriental.
En 506 partidos por el manya llegó a las vallas adversarias en 253 ocasiones.

## Selección nacional
Ha sido internacional con la Selección de Uruguay en 40 partidos logrando marcar 20 goles y fue uno de los primeros gran representantes de la selección de aquel país.
Jugó por dicha selección entre 1909 y 1923. Debutó ante la selección argentina en un partido por la Copa Honor Uruguayo disputado en Buenos Aires. El 2 de julio de 1916 anotó el primer gol de la historia de la Copa América. Su último partido fue en noviembre de 1923 en un amistoso ante Chile donde anotó un gol para la victoria por 2 a 1.

### Participaciones en Copa América
| Copa América      | Sede      | Resultado    | Partidos | Goles |
| ----------------- | --------- | ------------ | -------- | ----- |
| Copa América 1916 | Argentina | Campeón      | 3        | 2     |
| Copa América 1917 | Uruguay   | Campeón      | 0        | 0     |
| Copa América 1920 | Chile     | Campeón      | 3        | 1     |
| Copa América 1921 | Argentina | Tercer lugar | 3        | 1     |

### Participaciones en Copas Amistosas Internacionales
| Copa América                       | Sede      | Resultado  |
| ---------------------------------- | --------- | ---------- |
| Copa Centenario Revolución de Mayo | Argentina | Subcampeón |

## Clubes

### Como jugador
| Club                            | País    | Período   |
| ------------------------------- | ------- | --------- |
| Buenos Aires (Tercera División) | Uruguay | 1907      |
| Intrépido                       | Uruguay | 1908      |
| Albion                          | Uruguay | 1908      |
| Peñarol                         | Uruguay | 1908-1928 |

### Como entrenador
| Club    | País    | Año       |
| ------- | ------- | --------- |
| Peñarol | Uruguay | 1934      |
| Peñarol | Uruguay | 1940-1941 |

### Hat-tricks
| 1  | 11 de octubre de 1908   | CURCC - Ferro Carril Oeste |  | 5 - 0 | Amistoso                 |
| 2  | 25 de marzo de 1910     | CURCC - Argentina          |  | 5 - 1 | Copa Martegani           |
| 3  | 22 de mayo de 1910      | Uruguay - Nacional         |  | 5 - 1 | Amistoso                 |
| 4  | 26 de junio de 1910     | CURCC - French             |  | 7 - 0 | Copa Competencia         |
| 5  | 19 de abril de 1915     | Peñarol - Universal        |  | 6 - 1 | Campeonato Uruguayo 1915 |
| 6  | 24 de diciembre de 1916 | Peñarol - Rosario Central  |  | 3 - 0 | Cup Tie Competition 1916 |
| 7  | 11 de marzo de 1917     | Peñarol - Universal        |  | 4 - 0 | Amistoso                 |
| 8  | 18 de marzo de 1917     | Peñarol - San Isidro       |  | 5 - 0 | Amistoso                 |
| 9  | 1 de noviembre de 1917  | Peñarol - Universal        |  | 4 - 1 | Campeonato Uruguayo 1917 |
| 10 | 13 de octubre de 1917   | Peñarol - Charley          |  | 6 - 1 | Campeonato Uruguayo 1918 |
| 11 | 7 de diciembre de 1919  | Uruguay - Argentina        |  | 4 - 2 | Copa Press Circle 1919   |

## Palmarés

### Campeonatos nacionales
| Título                     | Club    | País    | Año  |
| -------------------------- | ------- | ------- | ---- |
| Copa Competencia           | CURCC   | Uruguay | 1909 |
| Copa Competencia           | CURCC   | Uruguay | 1910 |
| Campeonato Uruguayo        | CURCC   | Uruguay | 1911 |
| Copa Competencia           | Peñarol | Uruguay | 1916 |
| Campeonato Uruguayo        | Peñarol | Uruguay | 1918 |
| Campeonato Uruguayo        | Peñarol | Uruguay | 1921 |
| Campeonato Uruguayo FUF    | Peñarol | Uruguay | 1924 |
| Consejo Provisorio Serie A | Peñarol | Uruguay | 1926 |
| Campeonato Uruguayo        | Peñarol | Uruguay | 1928 |

### Torneos Internacionales
| Título                  | Club (*)           | País    | Año  |
| ----------------------- | ------------------ | ------- | ---- |
| Copa de Honor Cousenier | CURCC              | Uruguay | 1909 |
| Copa Lipton             | Selección uruguaya | Uruguay | 1910 |
| Copa Lipton             | Selección uruguaya | Uruguay | 1911 |
| Copa de Honor Cousenier | CURCC              | Uruguay | 1911 |
| Copa Lipton             | Selección uruguaya | Uruguay | 1912 |
| Cup Tie Competition     | Peñarol            | Uruguay | 1916 |
| Copa América            | Selección uruguaya | Uruguay | 1916 |
| Copa América            | Selección uruguaya | Uruguay | 1917 |
| Copa de Honor Cousenier | Peñarol            | Uruguay | 1918 |
| Copa América            | Selección uruguaya | Uruguay | 1920 |

### Distinciones individuales
| Distinción                                 | Año  |
| ------------------------------------------ | ---- |
| Mejor jugador de la Copa América           | 1920 |
| Socio Honorario de Club Atlético Peñarol   | 1924 |
|                                            |      |
| Abanderado en el 50 aniversario de Peñarol | 1941 |

## Distinciones individuales
- Detrás de Fernando Morena, es el futbolista que más goles le convirtió a Nacional (21 goles en 62 partidos)
- Jugador que más goles convirtió en el Clásico del Río de la Plata (17 goles)